# Johann (Nassau-Dillenburg)
Johann von Nassau († 1328 bei Wetzlar) war der dritte Sohn des Grafen Otto I. von Nassau und dessen Gemahlin Agnes von Leiningen († nach Dezember 1299), Tochter des Grafen Emich IV. von Leiningen-Landeck. Johann war ein Vetter des Königs Adolf von Nassau.

## Erbe von Nassau-Dillenburg
Johann war als jüngerer Sohn zunächst für eine kirchliche Laufbahn vorgesehen und war Domherr in Worms. Nach dem Tod seiner Mutter trat er jedoch im Jahre 1303 aus dem geistlichen Stand aus und bestritt seinem Bruder Heinrich das väterliche Erbe. Die Grafschaft wurde nach langem Streit 1303 unter den drei überlebenden Brüdern geteilt. Der älteste, Heinrich († 1343), erhielt Nassau-Siegen mit der Ginsburg und der Herrschaft zum Westerwald, Emich († 1334) bekam Nassau-Hadamar mit Hadamar, Driedorf und der Esterau, und Johann erhielt Nassau-Dillenburg mit der Herborner Mark, Haiger und Beilstein. Ein vierter Bruder, Otto († 1302), war ebenfalls Domherr in Worms geworden, aber bereits gestorben. Johann trug schon im Jahre 1306, mit Zustimmung des Landgrafen Heinrich I. von Hessen, seinen Besitz dem ältesten Bruder Heinrich zu Lehen auf, mit der Bestimmung, das seine Teilgrafschaft bei seinem Tode dem Bruder heimfallen sollte.
Am 8. November 1308 gelang es Johann, das Gebiet des Bistums Worms innerhalb der Kalenberger Zent als Lehen an sich zu bringen. Dort waren bisher die Herren von Hachenburg-Greifenstein und die Herren von Merenberg Vögte des Wormser Hochstifts gewesen, die Johann nun aus ihren dortigen Rechten und Besitzungen drängte. Schon bald darauf, am 31. März 1310, verkaufte ihm der letzte männliche Spross des Hauses Merenberg, Hartrad VII. († 1328), seine Anteile an der Kalenberger Zent einschließlich des „Gerichts in der Halle“ zu Nenderoth sowie das Gericht Heimau. Der Schwiegersohn des letzten Herrn von Hachenburg-Greifenstein, Graf Engelbert I. von Sayn verglich sich am 3. Mai 1325 wegen der wormsischen Afterlehen mit Johann von Nassau-Dillenburg: Johann belehnte ihn mit Zustimmung seines Bruders Heinrich III. „zu Mannlehen nach Wormser Lehnsrecht“ mit den ehemals Greifensteiner Lehen im Gebiet der Grafschaften Diez und Solms, wogegen Engelbert zu Gunsten des Grafen auf seine Leute in der Kalenberger Zent und in der Herborner Mark verzichtete und Burgmann zu Beilstein wurde.
Wie schon sein Vater, so lag auch Johann in langen und erbitterten Fehden mit dem örtlichen Landadel, gegen den er seine Landeshoheit durchzusetzen suchte, insbesondere mit den Herren von Dernbach und denen von Bicken, mit denen er die schon seit etwa 1230 laufende Dernbacher Fehde um die Vorherrschaft in der Herborner Mark fortsetzte. Dabei gerieten er und sein Bruder Heinrich III. in schwere Auseinandersetzungen mit den Landgrafen von Hessen, die als Lehnsherren den Ortsadel gegen die Ambitionen der Nassauer unterstützten und denen die Dernbacher Ganerben schon im Jahre 1309 ihre Burg Dernbach verkauft hatten. Allerdings war Johann auch an dem am 26. Juni 1312 geschlossenen Vergleich zwischen Landgraf Otto I. einerseits und den Grafen Heinrich, Emich und Johann von Nassau andererseits beteiligt, in dem sich beide Seiten verpflichteten, keine Burgen mehr gegeneinander zu bauen, und die Nassauer konzedierten, dass sie die Herren von Dernbach und Wilnsdorf in ihren Rechten, die sie zur Zeit des Grafen Otto von Nassau besessen hatten, nicht einschränken durften.

## Mainzisch-Nassauer Feldhauptmann
Als der Mainzer Erzbischof Matthias von Buchegg ab 1324 seine Fehde mit dem Landgrafen Otto forcierte, sicherte er sich zunächst zahlreiche Verbündete unter den mittelhessischen und Wetterauer Grafen- und Adelsgeschlechtern, darunter auch den Nassauern. Johann von Nassau-Dillenburg wurde am 24. März 1327 als Feldhauptmann bestellt. Er befehligte die mainzisch-nassauischen Truppen, die ein landgräfliches Heer im gleichen Jahr in der Schlacht bei Seibertshausen im Gladenbacher Bergland besiegten. Zwar starb Landgraf Otto im Januar 1328, aber sein Sohn Heinrich der Eiserne setzte den Krieg fort. Am 10. August 1328 fügte er bei Wetzlar dem mainzisch-nassauische Heer unter Johann von Nassau eine schwere Niederlage bei. Dies und der vier Wochen darauf erfolgte Tod des Erzbischofs Matthias führten zur Beendigung der Fehde.
Johann von Nassau-Dillenburg fiel in der Schlacht. Er war unverheiratet, und sein Erbe fiel an seinen Neffen Otto II., den Sohn Heinrichs III., der später auch das Erbe seines Vaters antrat. Johanns Bruder Emich trat zwar zunächst als Miterbe auf, verzichtete jedoch später auf die Erbschaft zu Gunsten seines Neffen. Mit Johanns Tod erlosch die erste und nur aus ihm selbst bestehende Linie Nassau-Dillenburg.